# Бинка Желязкова
Бинка Димитрова Желязкова-Ганева е българска кинорежисьорка.

## Биография
Родена е на 15 юли 1923 г. в Свиленград.  Неин брат е химикът акад. Любомир Желязков.
Завършва Държавното висше театрално училище в София през 1951 г.
След дипломирането си започва работа като асистент-режисьор във филмова студия „Бояна“. Първият ѝ филм е „Животът си тече тихо...“ (1957), заснет съвместно със съпруга ѝ – сценариста Христо Ганев. Филмът е спрян от цензурата и публикуван едва през 1988 г. в годините на т. нар. Гласност и Перестройка.
В края на 1950-те г. тя е една от малкото жени режисьорки в света, снимащи игрално кино. Режисира 7 игрални филма, повечето от които са по сценарий на нейния съпруг Христо Ганев. Завършва филма „Привързаният балон“ през 1967 г., но след премиерата филмът е забранен за показване от неофициалната идеологическа цензура на комунистическия режим до 1990 г.
Следващите ѝ филми имат голям успех по международни кинофестивали и са представяни на фестивалите в Монреал, Кан, Берлин, Москва, Карлови Вари и др.
Омъжена за сценариста Христо Ганев. Тяхната дъщеря Светлана Ганева е кинооператорка, съпруга на художника аниматор и режисьор Анри Кулев.
Умира на 31 юли 2011 г.

## Филмография

### Като режисьорка
- „Лице и опако“ (1990; документален)
- „Нощем по покривите“ (2-сер. тв, 1987)
- „Лице и опако“ (1982, документален, спрян от цензурата)
- „Нани-на“ (1982; документален)
- „Голямото нощно къпане“ (1980)
- „Басейнът“ (1977)
- „Последната дума“ (1973)
- „Привързаният балон“ (1967)
- „А бяхме млади“ (1961)
- „Животът си тече тихо...“ (1957; спрян от цензурата и публикуван през 1988) (заедно с Христо Ганев)

### Като сценаристка
- „Последната дума“ (1973)

## Отличия
- II-ри Международен кинофестивал в Москва, 1961 - за филма "А бяхме млади" - "Златен медал“
- Международен кинофестивал в Картахена, Колумбия, 1964 - за филма "А бяхме млади" - „Първа награда“, „Старите обувки“
- Международен кинофестивал в Брюксел, 1976 - за филма "Последна дума" - Голямата награда „Фемина“ на Бинка Желязкова
- X-ти Международен кинофестивал в Москва, 1977 - за филма "Басейнът" -  "Сребърен медал“
- 20-ти ФБИФ, Варна, 1988 - за филма "Нощем по покривите" - Специалната награда за сценариста Христо Ганев и режисьора Бинка Желязкова (поделена с филма „А сега накъде?“ на режисьора Рангел Вълчанов)
- 2003 - Орден "Стара планина", Първа степен[8]
- 2007 - Награда на Министерството на културата за цялостен принос в българското кино[4]
- През 1996 г. режисьорката е обявена за лице на киното в Източна Европа[9][2]
- През 2010 г. Бинка Желязкова е обявена за почетен гражданин на Свиленград[9]